# The Sneak (film 1919)
The Sneak è un film muto del 1919 diretto da Edward J. Le Saint. Prodotto e distribuito dalla Fox Film Corporation, aveva come interpreti Gladys Brockwell, William Scott, Alfred Hollingsworth, John Oaker, Harry Hilliard, Irene Rich, Gerard Alexander.

## Trama

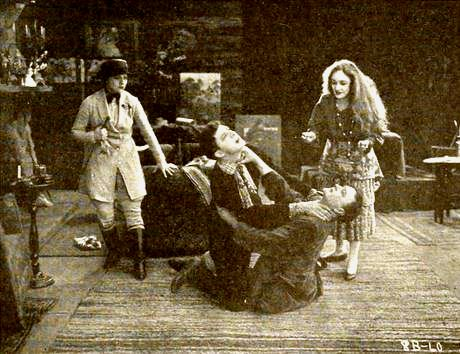
Irene Rich e Gladys Brockwell (in piedi)

Rhona, figlia del re degli zingari e sua erede, è in età di prendere marito e lei sceglie l'amato Wester Churen, provocando la gelosia e il risentimento di un altro dei suoi pretendenti, Francisco Buckley. Il pittore Roger Barrington, mentre si trova nelle vicinanze del campo degli zingari, vede Rhona; ne resta talmente affascinato che le chiede di posare per lui. Lei, che è stata colta a rubare dietro istigazione di Francisco, accetta di fargli da modella. Lo zingaro, allora, dice a Wester che la moglie si trova nell'appartamento di Barrington: Rhona viene cacciata dal campo ma suo padre finisce per credere alla sua innocenza e manda da lei Wester. Quando la donna ritorna, trova il padre in punto di morte. Francisco ne approfitta per pugnalare Wester e Rhona, allora, lo sfida a duello. Durante la lotta, Francisco cade sul proprio coltello, restando ucciso. Il re degli zingari, dal suo letto di morte, trova ancora la forza per benedire Rhona e Wester, che si sta riprendendo dalla ferita.

## Produzione
Il film fu prodotto dalla Fox Film Corporation.

## Distribuzione
Il copyright del film, richiesto da William Fox, fu registrato il 27 luglio 1919 con il numero LP14007. Distribuito dalla Fox Film Corporation, il film uscì nelle sale cinematografiche statunitensi il 20 luglio 1919.
Non si conoscono copie ancora esistenti della pellicola che viene considerata presumibilmente perduta.